# Lohkirchen
Lohkirchen är en kommun och ort i Landkreis Mühldorf am Inn i Regierungsbezirk Oberbayern i förbundslandet Bayern i Tyskland.
Kommunen ingår i kommunalförbundet Oberbergkirchen tillsammans med kommunerna Oberbergkirchen, Schönberg och Zangberg.